# Facel Vega
Facel Vega – francuskie przedsiębiorstwo produkujące samochody luksusowe w latach 50. i 60. XX wieku.
Firma Facel Vega początkowo montowała karoserie dla firm Panhard (Dyna X), Simca (8 Sport, 9 Sport, Coupé de Ville, Plein Ciel i Océane) oraz francuskich zakładów Forda (Comète). Właściciel zakładów  Jean C. Daninos postanowił w latach 50. wkroczyć na rynek aut luksusowych. W lutym 1954 roku wypuścił na rynek luksusowy model FV z silnikiem V8 Chryslera o pojemności 4,6 l. W 1959 pojawił się sportowy model Facellia, a następnie Facel II i Facel III. Na początku lat 60. firma znalazła się w kryzysie, nie mogąc znaleźć nabywców na drogie auta. Jednak do dziś modele Facel Vega o oryginalnej stylistyce cieszą się powodzeniem wśród kolekcjonerów.

## Modele
- Facel Vega HK 500.
- Facel Vega Excellence.
- Facel Vega Facel Facelia.
- Facel Vega Facel III.
- Facel Vega Facel 6.
- Facel Vega FV/HK.
- Facel Vega II.

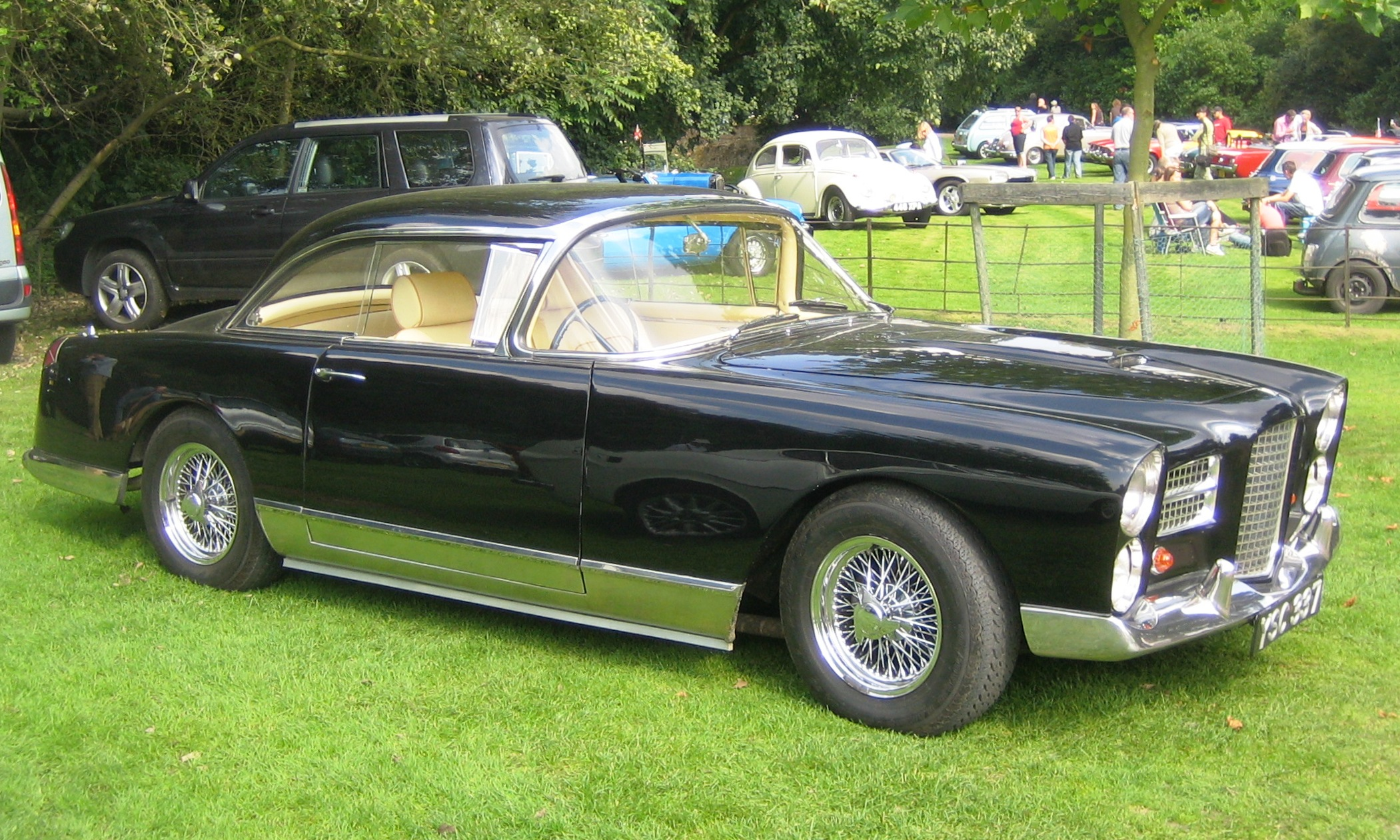
Facel Vega FV/HK
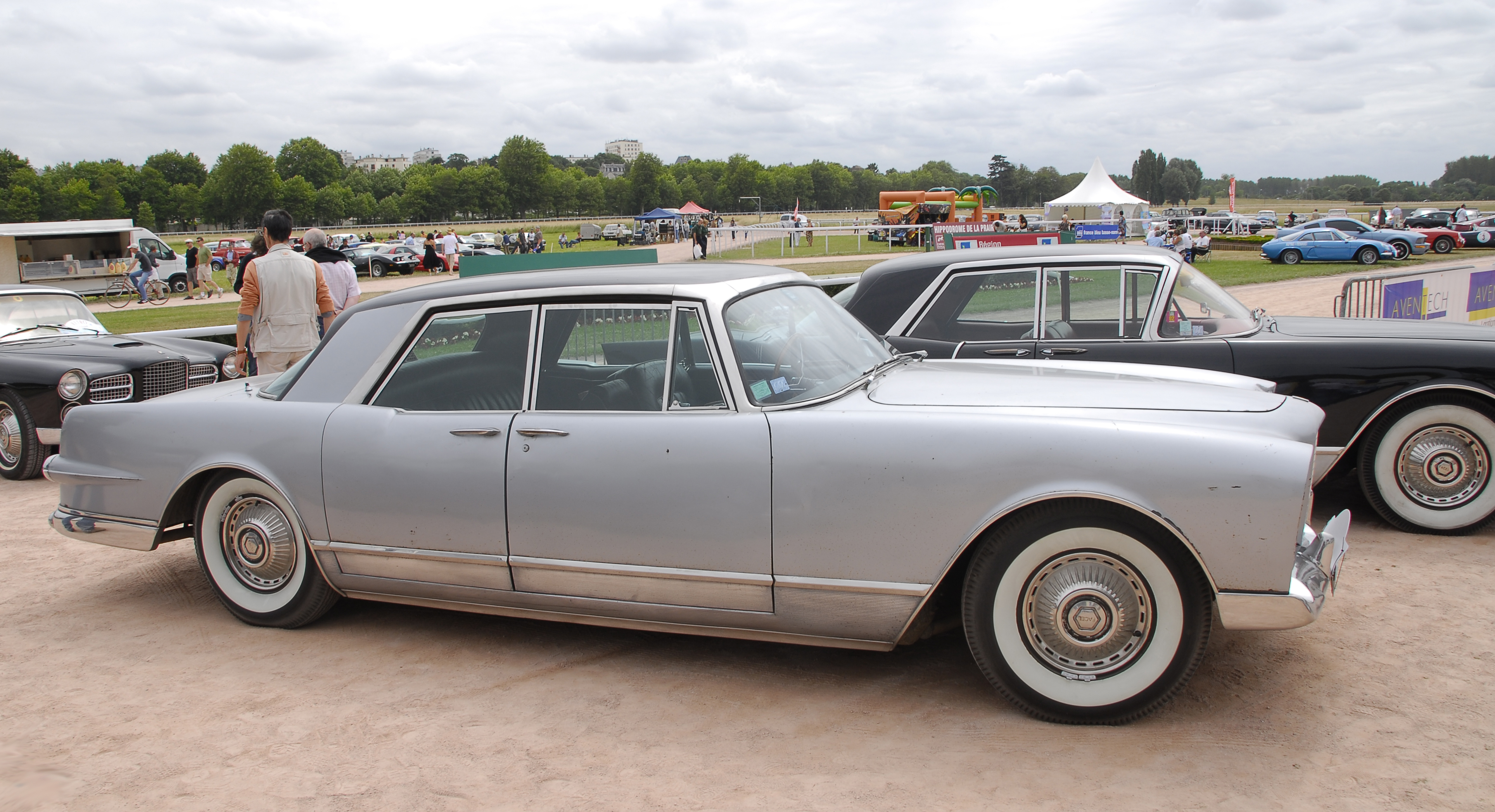
Facel Vega Excellence
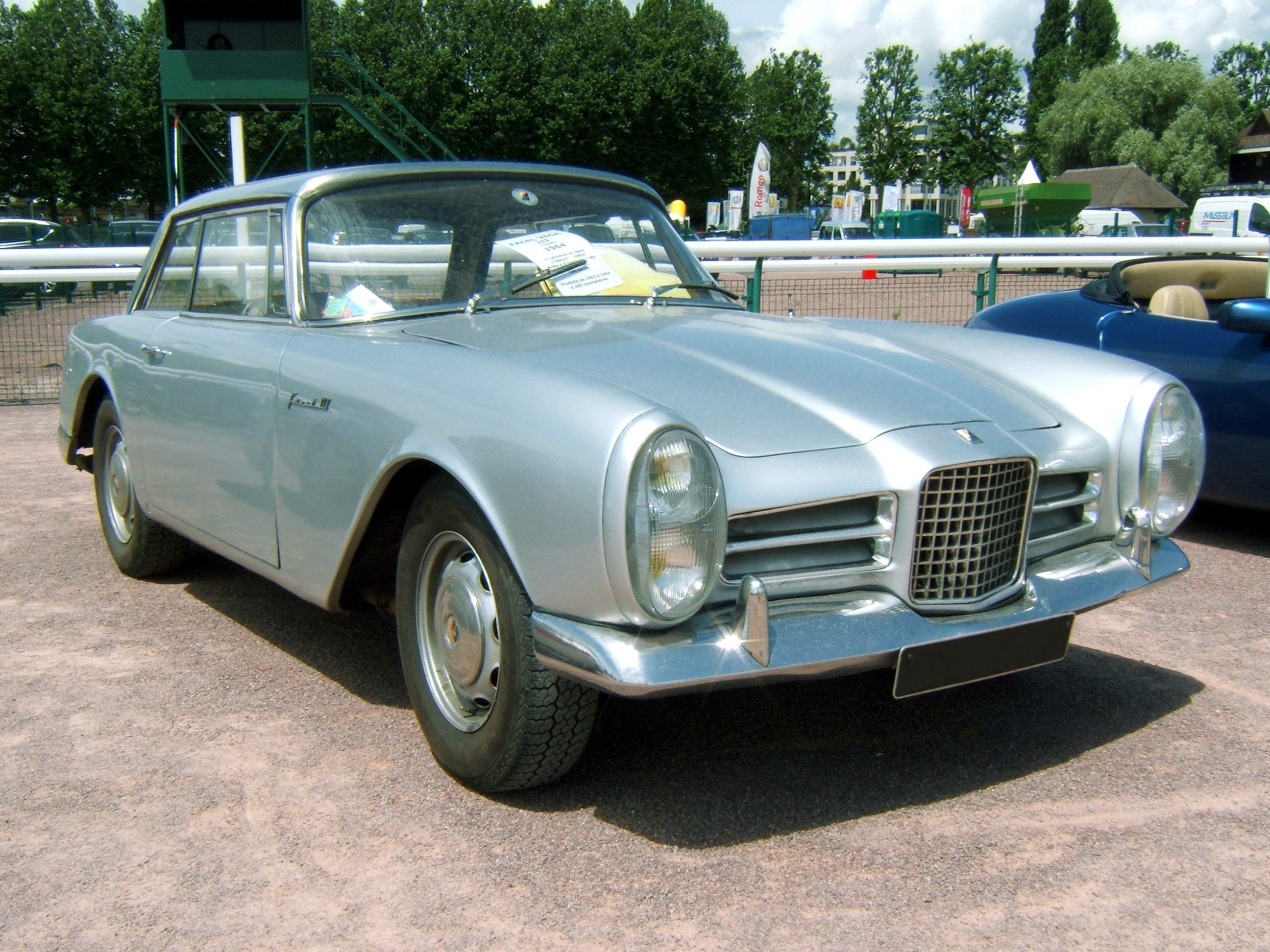
Facel Vega Facel III
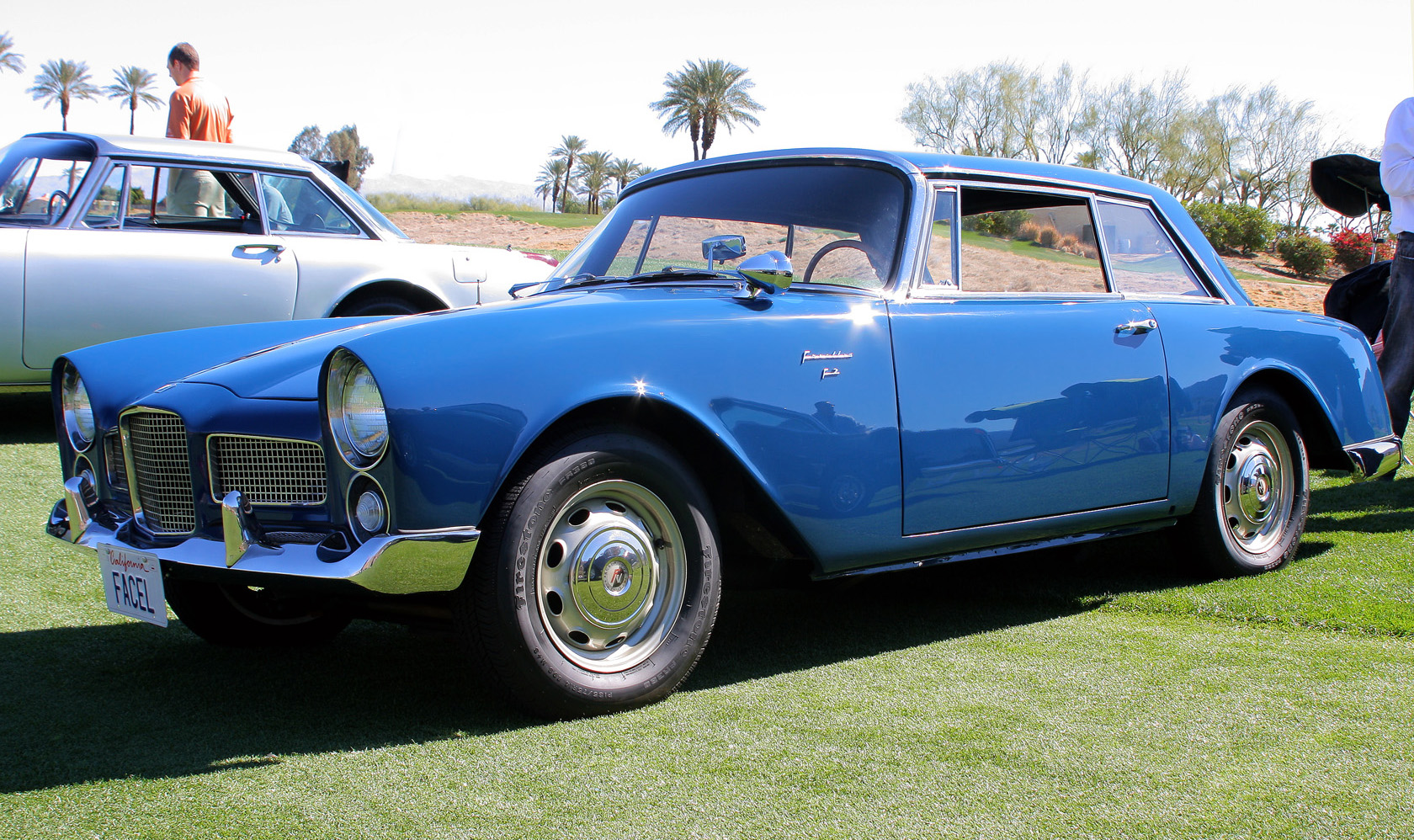
Facel Vega Facelia